# Plaque des Shetland
Pour les articles homonymes, voir Shetland (homonymie).
La plaque des Shetland est une microplaque tectonique de la lithosphère de la planète Terre. Sa superficie est de 0,001 78 stéradians. Elle est généralement associée à la plaque antarctique.
Elle se situe dans le passage de Drake, à cheval entre les océans Atlantique et Pacifique dont elle couvre une petite partie ainsi que les îles Shetland du Sud.
La plaque des Shetland est en contact avec les plaques Scotia et antarctique.
Le déplacement de la plaque des Shetland se fait à une vitesse de rotation de 0,855 8° par million d'années selon un pôle eulérien situé à 63° 12′ de latitude nord et 97° 08′ de longitude ouest (référentiel : plaque pacifique).

## Sources
- (en) Peter Bird, An updated digital model of plate boundaries, vol. 4, Geochemistry Geophysics Geosystems, 14 mars 2003 (DOI 10.1029/2001GC000252, Bibcode 2003GGG.....4.1027B, lire en ligne)